# The Orbison Way
The Orbison Way, studioalbum av Roy Orbison, utgivet i januari 1966 på skivbolaget MGM Records. Detta var Orbisons andra album album på detta skivbolag.
Albumet nådde Billboard-listans 128:e plats
På englandslistan nådde albumet 11:e plats.

## Låtlista
Singelplacering i Billboard inom parentes. Placering i England=UK 
1. "Crawling Back" (Roy Orbison/Bill Dees) (UK #19)
2. "It Ain't No Big Thing" (Roy Orbison/Bill Dees)
3. "Time Changes Everything" (Buddy Buie/John Adkins)
4. "This Is My Land" (Bill Dees)
5. "The Loner" (Bill Dees/John Adkins)
6. "Maybe" (Roy Orbison/Bill Dees)
7. "Breakin' Up Is Breakin' My Heart" (Roy Orbison/Bill Dees) (#31)
8. "Go Away" (Roy Orbison/Bill Dees)
9. "A New Star" (Roy Orbison/Bill Dees)
10. "Never" (Roy Orbison/Bill Dees)
11. "It Wasn't Very Long Ago" (Barry Booth/Joseph Narhan)
12. "Why Hurt The One Who Loves You" (Roy Orbison/Bill Dees)